# 都灵红军
都灵红军是意大利都灵历史上的一个社会主义准军事组织。该组织成立于1919年9月。其作用是为社会主义组织和会议提供军事防卫。它的第一次作战发生在1919年9月24日，当时意大利社会党都灵分支组织了一场露天示威活动，反对加布里埃尔·邓南遮率领意大利民族主义者占领阜姆；警察和士兵开枪后，都灵红军成员也开枪还击。